# Joe Haldeman
Joe William Haldeman (n. 9 iunie 1943, Oklahoma City, Oklahoma, SUA) este un scriitor american de literatură științifico-fantastică.

## Biografie
Haldeman s-a născut la 9 iunie 1943 în Oklahoma City, Oklahoma. În copilărie, familia s-a mutat des, astfel că a locuit în Puerto Rico, New Orleans, Washington, D.C., Bethesda, Maryland și Anchorage, Alaska. Haldeman s-a căsătorit cu Mary Gay Potter, cunoscută drept "Gay", în 1965. Și-a luat în 1967 diploma în fizică la universitatea din Maryland. În același an a fost incorporat și a servit ca inginer combatant în războiul din Vietnam. A fost rănit în luptă și experiența de război i-a inspirație pentru War Year, primul lui roman. În 1975, a primit diploma "Master of Fine Arts" la seminarul de tehnică literară de la universitatea din Iowa. Locuiește în Gainesville, Florida și Cambridge, Massachusetts și predă tehnică literară la MIT. Pe lângă activitatea lui de scriitor, Haldeman pictează. În 2009 și 2010, a suferit atacuri de pancreatită, pentru care a fost spitalizat.

## Activitate
Cel mai cunoscut roman al lui Haldeman este The Forever War (1975), inspirat din experiența sa în Vietnam, roman care a câștigat atât premiul Hugo, cât și premiul Nebula. Haldeman a scris și două dintre primele romane bazate pe universul descris în serialul de televiziune din anii '60 Star Trek: Planet of Judgment (august 1977) și World Without End (februarie 1979). În octombrie 2008 s-a anunțat că Ridley Scott va fi regizorul unui film bazat pe acțiunea romanului The Forever War pentru compania Fox.
Haldeman a scris cel puțin un scenariu de film produs la Hollywood, pentru filmul cu buget refus Robot Jox lansat în 1990. Nu a fost foarte fericit de ceea ce a ieșit și a declarat "pentru mine, e ca un copil care s-a născut sănătos, apoi a suferit un accident cerebral ".
Este membru al asociației SFWA, al cărei președinte a fost în trecut.
Haldeman a avut un frate, Jack C. Haldeman II (1941–2002), și el scriitor de science-fiction, autor al unui roman Star Trek (Perry's Planet, februarie 1980).

## Premii (selecție)

### Premiul Hugo
- The Forever War (1976)[25] - roman
- "Tricentennial" (1977) - povestire
  - ro.: „Tricentenarul”
- The Hemingway Hoax (1991) - roman
- "None So Blind" (1995) - povestire
  - ro.: „Nimeni nu-i atât de orb”.
- Forever Peace (ro. Pace eternă)(1998)[26] - roman

### Premiul John W. Campbellpentru cel mai bun roman SF
- Forever Peace (1998)[26]

### Premiul Nebula
- The Forever War (1975)[27] - roman
- The Hemingway Hoax (1990) - roman
- "Graves" (1993) - povestire
- Forever Peace (1998)[26] - roman
- Camouflage (2004)[28] - roman

### Damon Knight Memorial Grand Master Award
- pentru întreaga carieră, 2010

### Premiul Locus
- The Forever War (1976)[25] - roman SF

### Premiul Rhysling
- "Saul's Death" (1984) - Poem lung
- "Eighteen Years Old, October Eleventh" (1991) - Poem scurt
- "January Fires" (2001) - Poem lung

### Premiul World Fantasy
- "Graves" (1992) - povestire[29]

### Premiul James Tiptree, Jr.
- Camouflage (2004)